# Hanna (gromada)
Hanna – dawna gromada, czyli najmniejsza jednostka podziału terytorialnego Polskiej Rzeczypospolitej Ludowej w latach 1954–1972.
Gromady, z gromadzkimi radami narodowymi (GRN) jako organami władzy najniższego stopnia na wsi, funkcjonowały od reformy reorganizującej administrację wiejską przeprowadzonej jesienią 1954 do momentu ich zniesienia z dniem 1 stycznia 1973, tym samym wypierając organizację gminną w latach 1954–1972.
Gromadę Hanna z siedzibą GRN w Hannie utworzono – jako jedną z 8759 gromad na obszarze Polski – w powiecie włodawskim w woj. lubelskim na mocy uchwały nr 17 WRN w Lublinie z dnia 5 października 1954. W skład jednostki weszły obszary dotychczasowych gromad Hanna, Janówka, Dańce i Holeszów kol. oraz miejscowość Kuzawka wieś z dotychczasowej gromady Kuzawka ze zniesionej gminy Sławatycze w tymże powiecie. Dla gromady ustalono 17 członków gromadzkiej rady narodowej.
1 stycznia 1960 do gromady Hanna włączono wieś i PGR Holeszów ze zniesionej gromady Pogorzelec w tymże powiecie.
1 stycznia 1962 do gromady Hanna włączono wsie Dołhobrody i Pawluki oraz kolonie Baje, Łydyny, Zahrodocze, Zaświatycze i Lipinki ze zniesionej gromady Dołhobrody w tymże powiecie.
1 stycznia 1969 do gromady Hanna włączono wieś Lack ze zniesionej gromady Różanka w tymże powiecie.
Gromada przetrwała do końca 1972 roku, czyli do kolejnej reformy gminnej. 1 stycznia 1973 w powiecie włodawskim utworzono gminę Hanna.